# Emma-Helena Nilsson
Emma-Helena Nilsson, folkbokförd Emma Helena Fredriksson, född 6 januari 1975, uppvuxen i Vännäsby utanför Umeå, utsågs till Fröken Sverige 1999. Hon är gift med längdskidåkaren Mathias Fredriksson. Hon är också tremänning med modellen och Fröken Sverige-tvåan från 1993 Victoria Silvstedt.

### Fotnoter
1. ↑  Dan Panas (28 mars 1999). ”Älskling, jag vann” (på svenska). Sportbladet. http://wwwc.aftonbladet.se/nyheter/9903/28/froken.html. Läst 27 februari 2019.